# Revista Brasileira de Informática na Educação

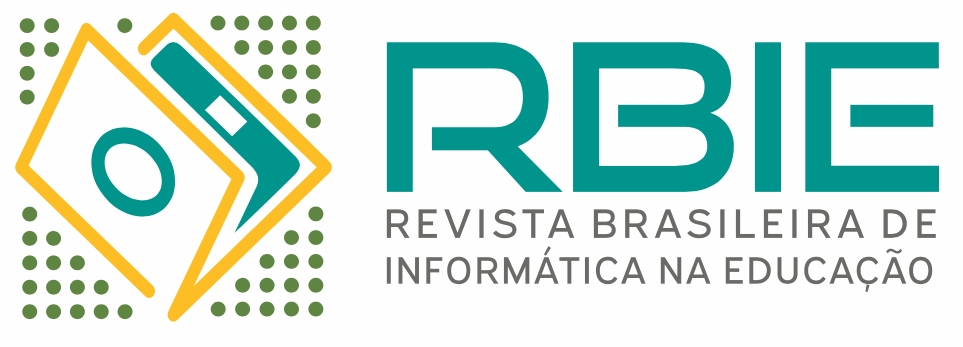
Logomarca da Revista Brasileira de Informática na Educação

## Sobre a Revista Brasileira de Informática na Educação
Revista Brasileira de Informática na Educação - RBIE (ISSN: 1414-5685; online: 2317-6121), criada em 1997, é uma publicação mantida pela Comissão Especial de Informática na Educação (CEIE) da Sociedade Brasileira de Computação em parceria com pesquisadores e universidades do país e do exterior. 

Os principais objetivos da revista são:
- Divulgar a produção científica dos grupos de pesquisa nacionais e internacionais vinculados às instituições de ensino que trabalham com Informática na Educação;
- Propiciar um espaço de reflexão acerca das questões do cotidiano da prática de ensino mediada pelo computador;
- Aprofundar o conhecimento dos temas relacionados às linhas de pesquisa dos Programas de Pós-Graduação vinculados à área;
- Estimular a produção científica em nível de graduação e pós-graduação;
- Divulgar produtos de Informática aplicáveis à educação.

A RBIE publica trabalhos originais em Português, Espanhol e Inglês por meio de seu sistema de submissão online. Todos os trabalhos submetidos à publicação na Revista são avaliados por pelo menos dois avaliadores (double blind) mais um membro do Corpo Editorial da RBIE. O tempo médio de avaliação é 6 meses. O corpo editorial é formado por Professores Doutores com competência e experiência reconhecidas na área de Informática na Educação.
RBIE oferece acesso livre e imediato ao seu conteúdo, seguindo o princípio de que disponibilizar gratuitamente o conhecimento científico ao público proporciona maior democratização do conhecimento.

## Indexação
Atualmente a RBIE é indexada nas seguintes bases e bibliotecas digitais
- Biblioteca Digital Brasileira de Computação (BDBComp)
- Clase y Periódica (em avaliação)
- CrossRef
- DIALNET (em avaliação)
- Directory of Open Access scholarly Resources (ROAD)
- Directory of Open Access Journals (DOAJ) (em avaliação)
- EBSCOÂ Academic Search Complete
- EBSCOÂ Academic Search Ultimate
- Google Scholar (Metrics, Citations)
- IRESIE
- Latindex
- Portal de Periódicos da CAPES
- Redalyc (em avaliação)
- Sumários de Revistas Brasileiras (Sumários.org)

## ISSN
Revista Brasileira de Informática na Educação (RBIE) (ISSN: 1414-5685; online: 2317-6121)

## Equipes Anteriores

### Editores (2016-2018)
- Dr. Sean Wolfgand Matsui Siqueira, Universidade Federal do Estado do Rio de Janeiro (UNIRIO), Brasil (Editor Chefe)
- Dr. Bernardo Pereira Nunes, Pontifícia Universidade Católica do Rio de Janeiro (PUC-Rio) / Universidade Federal do Estado do Rio de Janeiro (UNIRIO), Brasil
- Dr. Cristian Cechinel, Universidade Federal de Santa Catarina (UFSC), Brasil
- Dr. Patrícia Augustin Jaques, Universidade do Vale do Rio dos Sinos (UNISINOS), Brasil
- Dr. Roberto Pereira, Universidade Federal do Paraná (UFPR), Brasil

## Ligações Externas
- ISSN 1414-5685
- Site oficial da RBIE